# Gerald Nosko
Gerald Nosko (* 26. Mai 1939 in Dornbirn) ist ein ehemaliger österreichischer Politiker (ÖVP) und Kaufmann. Er war von 1984 bis 1996 Abgeordneter zum Vorarlberger Landtag.

## Ausbildung und Beruf
Nosko besuchte die Volks- und Hauptschule in Dornbirn und legte 1957 die Matura an der Handelsakademie Bregenz ab. Er arbeitete von 1957 bis 1962 als Angestellter für die Firma Franz M. Rhomberg und absolvierte 1960 eine Ausbildung zum Bilanzbuchhalter. 1962 wurde er Angestellter der Zumtobel AG, wobei er 1962 Leiter der Abteilung Organisation und EDV wurde. 1977 stieg er zum Prokuristen auf, 1992  wurde er als Mitarbeiter für den Bereich Human Research Management von der Zumtobel Holding übernommen. Nosko blieb in diesem Bereich bis zu seiner Pensionierung am 1. Jänner 2002. Neben seinem Beruf wurde Nosko 1994 Beirat der Firma Mäser Geschirr, bis 2007 war er auch Beiratsvorsitzender bei Mäser Geschirr sowie von 2004 bis 2005 Geschäftsführer der Firma Mäser Geschirr.

## Politische Karriere
Nosko trat 1973 der Österreichischen Volkspartei und deren Teilorganisation, dem ÖAAB, bei. Er war innerparteilich von 1981 bis 1995 als Obmann des ÖAAB Dornbirn aktiv und wirkte als Mitglied der Bezirksleitung sowie als stellvertretender Bezirksparteiobmann der ÖVP Dornbirn. Zudem war er von 1983 bis 1996 Mitglied der Landesparteileitung der ÖVP Vorarlberg. Lokalpolitisch hatte er von 1975 bis 1985 ein Mandat in der Dornbirner Stadtvertretung inne und war dabei Mitglied des Finanz-, Personal-, Wirtschafts- und Straßenausschusses. Danach war er von 1985 bis 1990 Ersatzmitglied der Stadtvertretung.
Innerhalb der Gewerkschaft engagierte er sich ab 1973 als Mitglied der Fraktion Christlicher Gewerkschafter sowie Mitglied des ÖGB, zudem war er in der Landessektionsleitung Industrie des ÖGB sowie der Landesleitung der Gewerkschaft der Privatangestellten aktiv. Bei der Zumtobel AG fungierte er von 1973 bis etwa 1980 als Betriebsratsobmann der Angestellten der FCG, zudem war er von 1984 bis 1989 Kammerrat der Arbeiter und Angestellten. Zudem war Nosko Obmann  der Landesfachgruppe Schwachstrom des ÖGB und Aufsichtsratsmitglied bzw. Aufsichtsratsvorsitzender der VOGEWOSI.
Nosko vertrat als Abgeordneter des Wahlbezirkes Dornbirn vom 6. November 1984 bis zum 29. Jänner 1996 die Vorarlberger Volkspartei im Vorarlberger Landtag und hatte innerhalb des ÖVP-Landtagsklubs die Funktion des Bereichssprecher für Wohnbau bzw. ab 1989 die Funktion des Bereichssprechers für Wohnbau und Kultur inne.

## Privates
Gerald Nosko wurde als Sohn des Lehrers Ernst Josef Nosko und dessen Gattin Helene geboren. Seine Eltern wurden beide in Dornbirn geboren. Gerald Nosko heiratete 1963 die ebenfalls aus Dornbirn stammende Herlinde Peter und wurde 1964 Vater einer Tochter und 1967 Vater eines Sohnes.